# Gérard Maurin (pilote automobile)
Pour les articles homonymes, voir Gérard Maurin et Maurin.
Gérard Maurin, né le 30 juin 1955, est un pilote amateur de rallye automobile.

## Carrière
Après avoir débuté en 1982, il s'oriente au milieu des années 1980 vers le Challenge VAG, dont il termine second en 1987. 
Il s'est ensuite illustré aux volants de différentes voitures de marque Ford essentiellement, avec deux titres de champion de France, en deuxième division (1991), et en "amateurs" (2001), ainsi qu'un podium au Championnat de France des rallyes 1995 (et titre du Groupe N). 
Son épouse Brigitte est meilleure femme copilote de France (troisième du championnat) en 1995.
Il dirige désormais l'ASA Loire, qui organise depuis 2000 le rallye des Pays du Gier (épreuve créée en 1989, et comptant actuellement pour la Coupe de France des rallyes).

## Palmarès
- 2001 - Vainqueur du Trophée Férodo Promotion, sur Ford Escort RS Cosworth (victoire amateur au rallye Alsace Sélestat Vosges, dans 7 épreuves spéciales, et de classe au rallye Lyon-Charbonnières);
  - 1997 -  Vice-champion de France du Groupe N, sur Ford Escort RS Cosworth;
  - 1997 - 3e Championnat d’Europe des voitures de Production, sur Ford Escort RS Cosworth;
  - 1996 - Vice-champion de France du Groupe N, sur Ford Escort RS Cosworth (et victoire de classe au rallye Alsace-Vosges);
  - 1995 - 3e du championnat de France des rallyes, sur Ford Escort RS Cosworth (Gr. N) (6e en 1996, 7e en 1997);
- 1995 - Champion de France du Groupe N, sur Ford Escort RS Cosworth;
  - 1993 - Second du Challenge Ford, sur Ford Escort RS Cosworth (Gr. N);
- 1991 - Champion de France des rallyes 2e division, sur Ford Sierra Cosworth 4x4 du Groupe N;
  - 1987 - Second de la Dotation VAG, sur Golf GTI du Groupe A;
- 1986 - Champion de France des rallyes régionaux en groupe N, sur Volkswagen Golf;
- 1982 - Débuts, sur une Volkswagen Golf.